# Trichoncoides
Trichoncoides là một chi nhện trong họ Linyphiidae.